# Bréviaire de Jean sans Peur
Le Bréviaire de Jean sans Peur est un bréviaire à l'usage de Paris, enluminé. Il était sans doute destiné au duc de Bourgogne Jean sans Peur et à sa femme Marguerite de Bavière. Il est actuellement conservé en deux tomes, un pour l'hiver (Add.35311), un pour l'été (Harley 2897) tous deux à la British Library à Londres.

## Historique et attribution
Les armes présentes au folio 188 du Harley 2897 indique clairement que l'ouvrage était destiné à Jean, duc de Bourgogne et à sa femme Marguerite. Le bréviaire a sans doute été décoré au sein d'un atelier parisien anonyme, mais dont le nom de convention du peintre principal provient de ce manuscrit : le Maître du Bréviaire de Jean sans Peur, un artiste sans doute d'origine néerlandaise, influencé par les Frères de Limbourg et ayant collaboré à la réalisation de livres pour le duc de Berry dont quelques lettrines des Très Riches Heures. Il collabore à l'occasion du bréviaire avec un autre maître anonyme : le Maître d'Egerton.
Dans les années 1420-1430, sans doute après la mort de Marguerite en 1423, le manuscrit est coupé en deux volumes, séparant la liturgie de l'hiver de celle de l'été. Il est alors décidé d'ajouter au second volume le psautier et le calendrier qui se retrouvaient alors manquant. Cette tâche est confiée aux Maîtres de Guillebert de Mets, atelier installé en Flandres. 
Par la suite, le manuscrit d'été se retrouve en possession de Robert Harley, 1er comte d'Oxford et de son fils Edward Harley, comme l'indique une inscription de leur bibliothécaire datée du 21 juin 1715. Sa collection est léguée à la nation anglaise constituant le fond original du British Museum. Le volume d'hiver, d'après les annotations contenues dans le manuscrit, est donné par un chanoine de l'église Saint-Jacques d'Anvers appelé D. Verplanken à l'abbaye cistercienne Saint-Bernard de Hemiksem à proximité d'Anvers. Il est en possession de Ferdinand de Rothschild lorsque celui-ci le lègue à la British Library en 1898,.

## Description

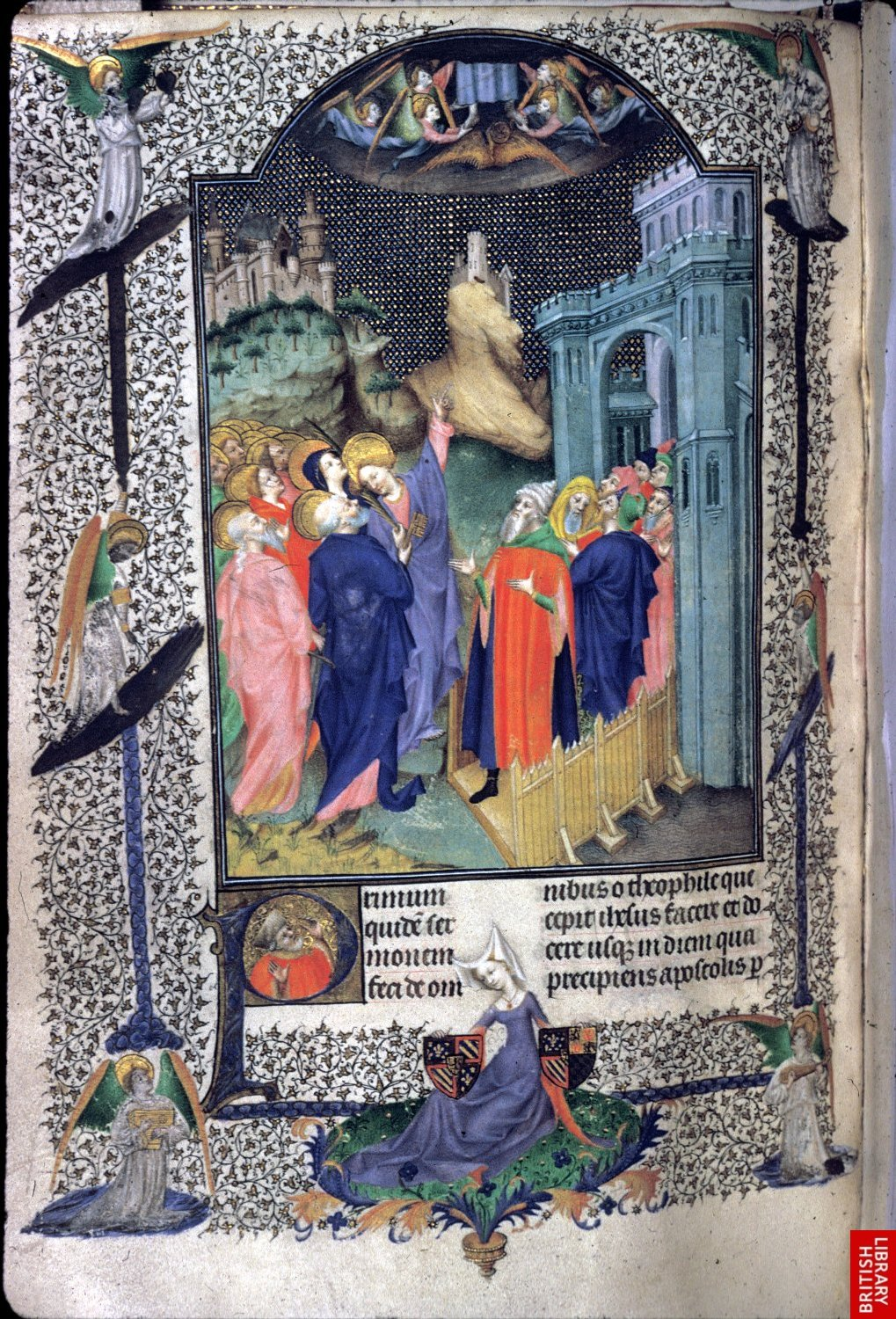
Ascension, grande miniature du volume d'été (f188v.)

Le manuscrit d'été, dans la partie du bréviaire (f.154 à 452), contient 1 grande miniature, représentant l'Ascension du Christ, avec des marges complètement décorées (f.188v.), 56 petites miniatures sur une seule colonne, 14 grandes lettrines historiées et de nombreuses lettrines ornées. Elles ont été complétées dans la partie psautier, du calendrier et de la liturgie des saints (f.1 à 153), par 7 petites miniatures, de grandes lettrines pour les initiales KL des pages du calendrier, ainsi que de nombreuses petites lettrines ornée. 
Le manuscrit d'hiver comprend 1 grande miniature sur 2 colonne, représentant une Crucifixion (f.333v), 63 petites miniatures sur 1 colonne et 14 grandes lettrines historiées. 

## Influences
Le travail du Maître du Bréviaire révèle ici l'influence de manuscrits peints pour Jean de Berry : la crucifixion du manuscrit d'hiver est inspirée de celle des Très Belles Heures du duc de Berry peinte par Jacquemart de Hesdin, manuscrit auquel le maître anonyme sans doute a participé. D'autres motifs sont tirés des miniatures peintes par les frères de Limbourg pour les Très Belles Heures de Notre-Dame,.